# مجموعه امیرآباد
مجموعه امیرآباد مربوط به دوره صفوی - دوره قاجار است و در میبد، امیرآباد، خیابان امام خمینی، روبروی پاسداران واقع شده و این اثر در تاریخ ۱۰ خرداد ۱۳۸۲ با شمارهٔ ثبت ۹۱۲۲ به‌عنوان یکی از آثار ملی ایران به ثبت رسیده است.